# Sura ruficauda
Sura ruficauda is een vlinder uit de familie wespvlinders (Sesiidae), onderfamilie Sesiinae.
Sura ruficauda is voor het eerst wetenschappelijk beschreven door Rothschild in 1911. De soort komt voor in het Afrotropisch gebied.